# Klišé
Klišé (z fr. cliché) znamená obtisk, identickou kopii, stereotyp. V původním významu v typografii znamenalo destičku s neměnným, často opakovaným textem, která vznikla jako otisk sazby a nemusela se znovu sázet. Později štoček, destičku s vystouplou kresbou nebo obrázky pro tisk z výšky (knihtisk).
Odtud v přeneseném významu myšlenkový stereotyp, často opakované spojení představ nebo slov (slovní spojení). Nejčastěji otřelá metafora, která bezmyšlenkovitým opakováním ztratila smysl a stala se konvenční banalitou a frází. Vyskytují se hlavně v novinářské a politické řeči, ale existují i odborná, výtvarná nebo filmová klišé.